# Nepenthes lowii
Nepenthes lowii ist eine fleischfressende Pflanze aus der Gattung Kannenpflanzen (Nepenthes). Sie wurde um 1859 vom Botaniker Joseph Dalton Hooker erstbeschrieben. Der Artenname lowii ehrt den Botaniker Hugh Low jr. (1824–1905), der sie um 1854 von einer Asien-Expedition mitbrachte.

## Vorkommen
Nepenthes lowii ist auf Borneo in den Bundesstaaten Sabah und Sarawak beheimatet. Sie lebt in Mooswäldern der Gebirgszüge Mount Kinabalu, Mount Trus Madi, Mount Murud und Mount Mulu in Höhenlagen von 1600 bis 2600 Metern.

## Beschreibung

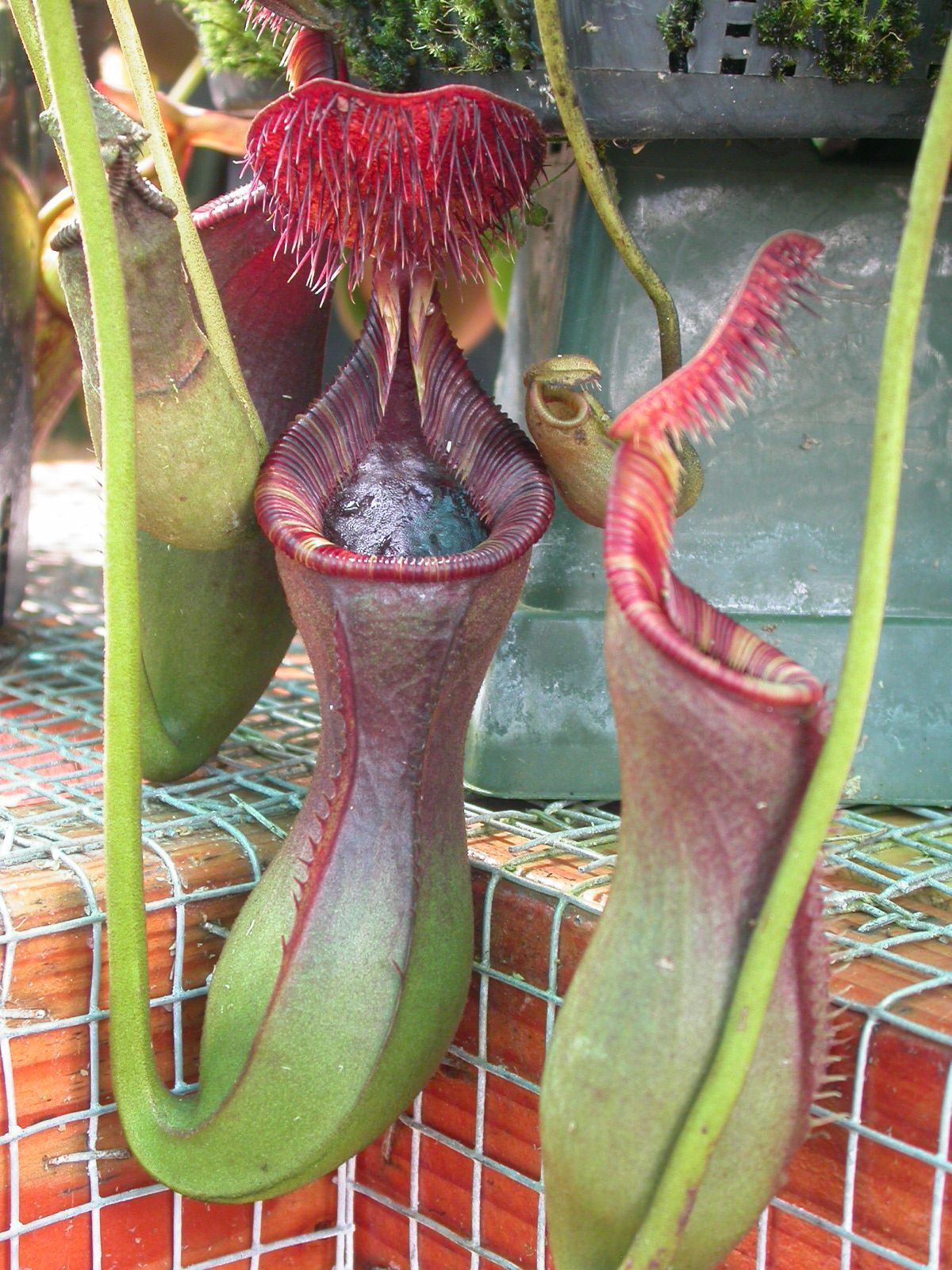
Bodenkannen

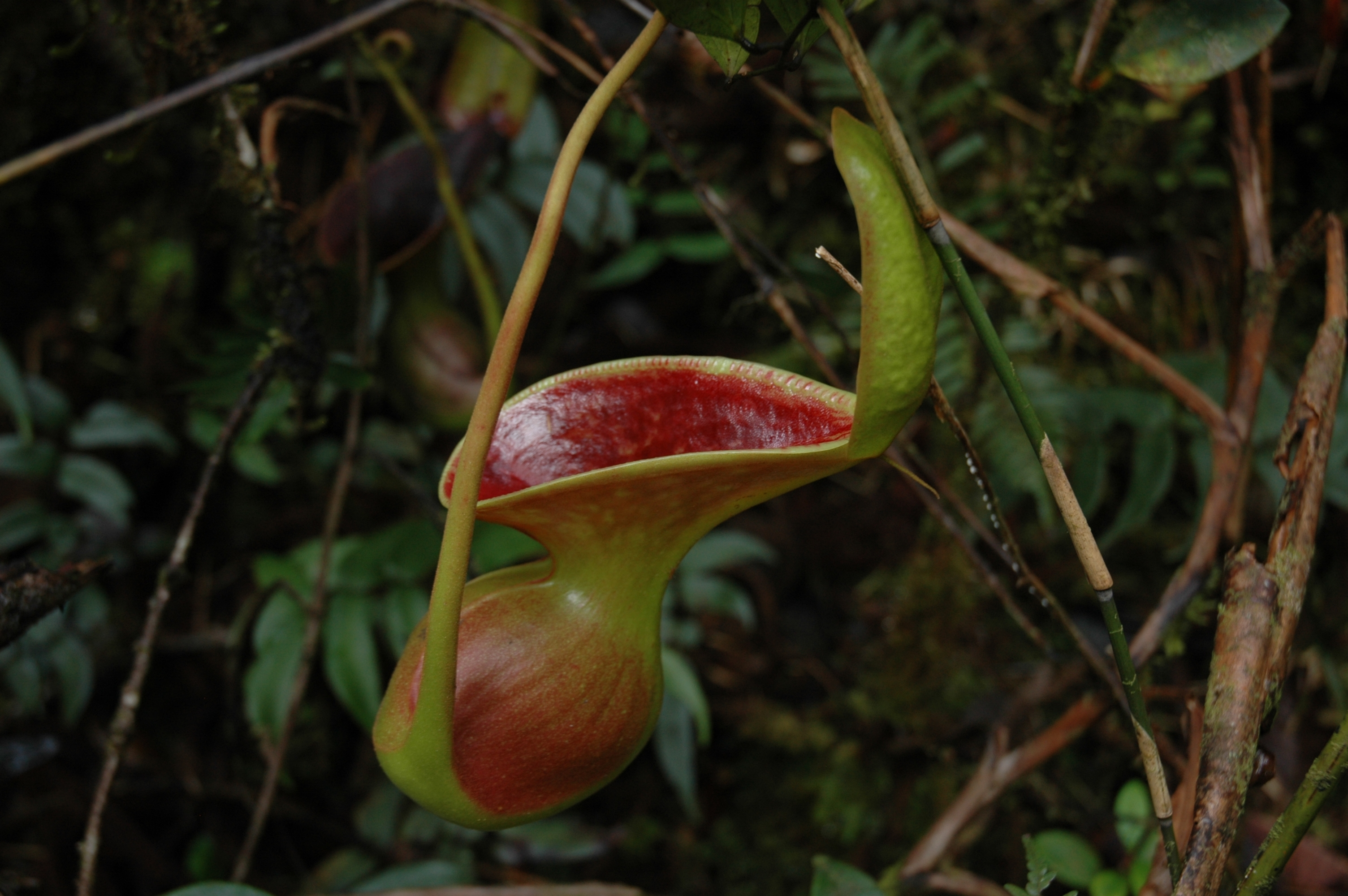
Luftkanne

Nepenthes lowii ist ein immergrüner Halbstrauch, der entweder terrestrisch, lithophytisch oder epiphytisch lebt und sich durch kriechenden bzw. kletternden Wuchs auszeichnet. Die Triebe können dabei bis zu sechs Meter lang werden und 7–10 mm Dicke erreichen. Im Alter verholzt die Pflanze und treibt aus dem Holz oft Jungtriebe aus. Die wechselständig angeordneten Laubblätter von Nepenthes lowii sind in der Jugend verkehrt-herzförmig, später eher breit-elliptisch. Sie besitzen eine ledrige, leicht behaarte Oberfläche und werden 15–30 cm lang und 6–9 cm breit.
Die Bodenkannen von Nepenthes lowii sind im unteren Teil eiförmig, nach oben hin eher röhrenförmig und in der Mitte leicht eingeschnürt. Vom Peristom abwärts weisen die Bodenkannen bewimperte Flügel auf, die bis auf 2/3 bis 3/4 der Kannenhöhe reichen. Das Peristom ist rundlich und innenseitig gezahnt. Der Deckel der Kannen ist mit bis zu 6 mm langen Zotten bespickt, zwischen denen eine charakteristische, weißliche Substanz ausgeschieden wird.
Die Luftkannen von Nepenthes lowii dagegen sind kugelig mit stark eingeschnürtem Hals, der stark nach oben geneigt ist und eine überproportional weite, tropfenförmige Öffnung aufweist. Das Peristom ist auffallend stark zurückgebildet. Der Deckel ist oval, deutlich schalenförmig ausgebuchtet und mit Zotten bespickt. Er steht meist streng aufrecht und im rechten Winkel zur Öffnung. Die Färbung der Kannen ist überwiegend ein helles Olivgrün, wobei die Innenseite der Öffnung meist fleischrot gefärbt ist. Allgemein werden die Kannen 15–25 cm lang.

### Blütenstand und Blüte
Wie die meisten ihrer Verwandten bildet auch Nepenthes lowii rispige Blütenstände (Infloreszenzen) aus. Nepenthes lowii ist zweihäusig getrenntgeschlechtig (diözisch), die weibliche und männliche Blüten befinden sich also auf verschiedenen Pflanzen. Die Blüten besitzen fünf Blütenhüllblätter, ihr Durchmesser beträgt etwa 8 mm. Die Samenkapseln sind tönnchenförmig und werden 2,2 cm lang.

## Ökologie
Nepenthes lowii weist neben ihrem Insektenfang noch eine Besonderheit bezüglich ihrer Nahrungsbeschaffung auf: Zwischen den Zotten auf der Innenseite der Deckel wird zuweilen eine weißliche, gelatineartige Substanz gebildet, mit denen gezielt kleine Spitzhörnchen der Art Tupaia montana angelockt werden. Deren Exkremente fallen in die Kannen, was Nepenthes lowii zusätzliche Nährstoffe beschert. Der Naturforscher und Botaniker J. Harrison berichtete bereits 1960 von dem Phänomen, er hielt die weißlichen Ausscheidungen allerdings für Schneckeneier.
Sammler und Züchter wie Ed de Vogel berichten, dass durch die ausladende Öffnung der Luftkannen herabfallendes Laub aufgefangen wird, was der Pflanze den Spitznamen „Vegetarische Kannenpflanze“ eingebracht hat. Das Laub dient ebenfalls der Nahrungsergänzung.

## Gefährdungsstatus
Aufgrund ihrer komplizierten Pflege und ihrer Seltenheit ist Nepenthes lowii ein begehrtes Sammlerobjekt. Zusammen mit der fortschreitenden Zerstörung ihrer Lebensräume zu landwirtschaftlichen Zwecken hat dies dazu geführt, dass Nepenthes lowii durch das Washingtoner Artenschutz-Übereinkommen (CITES) auf Anhang I der Liste der „gefährdeten Arten“ geschützt werden muss.

## Botanische Forschung

### Geschichte
Nepenthes lowii wurde 1965 in Veröffentlichungen des UNESCO Humid Tropic Symposiums vom Botaniker Bertram Evelyn Smythies versehentlich als Subspezies von Nepenthes macfarlanei identifiziert. Die unteren Kannen von Nepenthes lowii sind denen von N. macfarlanei sehr ähnlich (auch N. macfarlanei bildet Zotten an der Unterseite des Kannendeckels).

### Systematik
Nepenthes lowii ist eng verwandt mit Nepenthes ephippiata, deren Kannen durchweg den Luftkannen von N. lowii sehr ähnlich sind. Bereits der Botaniker Benedictus Hubertus Danser machte 1928 auf die Ähnlichkeiten beider Arten aufmerksam. Die Kannen von Nepenthes ephippiata unterscheiden sich von Nepenthes lowii durch einen deutlich größeren Deckel mit längeren und feineren Zotten auf dessen Innenseite, außerdem ist das Peristom bei N. ephippiata erheblich stärker ausgeprägt und die Einschnürung des Kannenhalses eher schwach.

### Hybriden
Von Nepenthes lowii sind zwei Naturhybriden bekannt, Nepenthes × trusmadiensis (Nepenthes lowii × Nepenthes macrophylla) und Nepenthes × bruneiensis (Nepenthes lowii × Nepenthes stenophylla).